# Christophe Muzungu Kabemba
Ne pas confondre avec Christophe Muzungu, directeur de la Sûreté
Christophe Muzungu Kabemba a été le vice gouverneur de la ville province de Kinshasa en république démocratique du Congo de 1997 en 2001, et gouverneur intérimaire de mai 2001 jusqu'au 26 novembre 2001.
Muzungu est ministre des Arts et de la Culture jusqu'au remaniement ministériel du 18 novembre 2005.
Au cours de son mandat ministériel, il est l'auteur de Vagabond, un ouvrage qui traite en profondeur du phénomène « shege » à Kinshasa.
Il est ambassadeur de RDC au Congo en 2023.